# Geneuille
Geneuille – miejscowość i gmina we Francji, w regionie Burgundia-Franche-Comté, w departamencie Doubs.
Według danych na rok 1990 gminę zamieszkiwało 768 osób, a gęstość zaludnienia wynosiła 119 osób/km² (wśród 1786 gmin Franche-Comté Geneuille plasuje się na 214. miejscu pod względem liczby ludności, natomiast pod względem powierzchni na miejscu 686.).